# Sternarchorhamphus
Sternarchorhamphus is een monotypisch geslacht van straalvinnige vissen uit de familie van de staartvinmesalen (Apteronotidae).

## Soort
- Sternarchorhamphus muelleri (Steindachner, 1881)